# George Sbârcea
George Sbârcea (ejtsd: dzsordzsé zbürcsá) (zeneszerzői művésznevén Claude Romano) (Maroshévíz, 1914. március 23. – Bukarest, 2005. július 27.) román zongorista, zeneszerző, muzikológus, zenetörténész, újságíró, író, műfordító, diplomata volt.

## Életrajza
Édesapja, Constantin Sbârcea, IV. Károly császár és király utolsó háziorvosa, édesanyja pedig a román ortodox egyház első vallási vezetőjének, Miron Cristea pátriárkának, Románia miniszterelnökének (1938–1939) a húga volt. Elemi iskoláit Maroshévízen, majd Szászrégenben végezte. A harmincas évek kezdetétől Kolozsváron élt a Gheorghe Dima Zeneművészeti Konzervatórium hallgatójaként s jogi tanulmányokat folytatva. A kolozsvári Ellenzék című lap könyvárusaként dolgozott. Magyarul anyanyelvi szinten beszélt, írt és olvasott, első felesége is magyar volt, Bodó Anna, akitől két leánya – Krisztina és Teréz – született. A magyaron kívül öt nyelven beszélt kitűnően (német, angol, francia, olasz, svéd). Közeli baráti és munkatársi viszonyban volt Széfeddin Sefket bej romániai magyar íróval és egyiptomi filmrendezővel, az operaénekesként világhírűvé vált Gari Gyulával (Guilio Gari), Dsida Jenővel , Louis Armstronggal, valamint a román irodalom és kultúra számos kiemelkedő személyiségével (Liviu Rebreanu, Mihail Sadoveanu, Victor Eftimiu, Nicolae Iorga, Ion Pillat, Pamfil Șeicaru, Tudor Vianu, Ion Agârbiceanu, Romulus Ladea, Marțian Negrea, Mateiu Caragiale, s. í. t.).
A harmincas évek végén a bukaresti Alhambra Színház zeneszerzője lett. Maria Tănase világhírű román énekesnő, valamint Gică Petrescu énekes és zeneszerző legszorosabb baráti köréhez tartozott. A dalai láma meghívására két évet töltött Tibetben, ahol az ő szellemi tanítványaként a jógát, az asztrológiát s a tenyérjóslást tanulmányozta. Személyes kapcsolatban volt a 20. század néhány kiemelkedő írójával és művészével, úgy mint: Romain Rolland, Luigi Pirandello, George Enescu. 1940 és 1946 között magas rangú román diplomáciai megbízatásai voltak. 1942-ben Benito Mussolinivel és Adolf Hitlerrel készített emlékezetes interjút, amelyek bejárták a világsajtót. Rendkívüli meghívottként a Harmadik Birodalom vezérkarával több ízben (1942, 1943) találkozott. 1940-ben Románia finnországi nagyköveteként Helsinkiben tiltakozott Bukovina és Besszarábia Szovjetunióhoz való csatolása ellen.
1945-ben a román hatóságok országos elfogatási parancsot adtak ki ellene. Egy évig a Szászrégen melletti Petele községben rejtőzködött, de 1946-ban letartóztatták, s a kolozsvári népbíróság tizenöt év szigorított fegyházbüntetésre ítélte háborús bűnösként. Nyolc évet töltött a szamosújvári, a nagyenyedi és a jilavai börtönökben, a külföldi nagykövetségek közbenjárására és a Gheorghe Gheorghiu-Dej által kinyilvánított amnesztia-rendeletnek köszönhetően 1956-ban szabadult. 1956-tól kezdődően minden évben Maroshévízen töltötte a nyarat. 1968-ban újranősült, második felesége, Mária, huszonöt évvel fiatalabb volt nála. Unokaöccse Petre Sbârcea, a kolozsvári Gheorghe Dima Konzervatórium tanára és a nagyszebeni Filharmónia karmestere. A Romániai Írószövetség vezetőségi tagja, a Román Televízió főszerkesztő-helyettese, a kolozsvári Tribuna című román irodalmi folyóirat vezetőségi tagja volt. A hetvenes évektől gyakran közreműködött a Román Televízió román, magyar és német nyelvű adásaiban. 1989-ig a Kolozsvári Állami Magyar Színház és Kolozsvári Állami Magyar Opera számos előadásán föllépett. Sírja a román nemzet nagyjainak a hamvait őrző, bukaresti Bellu dísztemetőben található.

## Zenei művei
- A Dónáth úti orgonák... Tamás Gábor előadásában. Dalszöveg : Imrédy Géza
- Ionel, Ionelule ... (Yonel), 1937. A dal kottáját és szövegét az Eddie Barclay zenei könyvkiadó jelentette meg Buenos Aires-ben, Münchenben és Párizsban. A későbbiekben a dalt az Egyesült Államokban rádiós és televíziós reklámok használták föl. Tudor Gheorghe korhű előadásában (románul)
- Un tango de adio (románul)
- Dar-ar naiba-n tine, dragoste (románul)
- Inimioară, inimioară (románul)
- Számos nagy sikerű román könnyűzenei dal szerzője volt

## Zenetörténeti és irodalmi művei
- Rossini sau triumful operei bufe. Editura Muzicală a Uniunii Compozitorilor din R. P. R., Bukarest, 1960 (románul)
- Darclée. Editura Muzicală, Bukarest, 1961 (románul)
- Johann Strauss și imperiul sferic al valsului. Editura Muzicală a Uniunii Compozitorilor, Bukarest, 1963
- Jean Sibelius, Viața și opera. Editura Muzicală, Bukarest, 1965 (románul)
- Dimitrie Popovici-Bayreuth Cîntărețul pribeag. 1860–1927. Editura Muzicală a Uniunii Compozitorilor din R. P. R., Bukarest, 1965[3] (románul)
- Ciocârlia fără moarte : Grigoraș Dinicu și Bucureștiul lăutarilor de altădată. Bukarest, 1970 (románul)
- Orașele muzicii. Editura Muzicală, Bukarest, I. kötet, 1971 II. kötet, 1972
- Muza veselă. Editura Muzicală, Bukarest, 1972 (románul)
- Când Dunărea era albastră (Povestea visului vienez și a familiei Strauss). Editura Muzicală (Zenei) kk., Bukarest, 1974 (románul)
- Jazzul, o poveste cu negri. Editura Muzicală, 1974 (románul)
- Muza cu și fără haz. Editura Muzicală, 1975 (románul)
- Ceasurile de zi și de noapte ale Austriei. Editura Sport-Turism, Bukarest, 1976 (románul)
- O stradă cu cîntec sau povestea musicalului. Editura Muzicală, Bukarest, 1979 (románul)
- Fabuloasa aventură a Cavaleriei rusticane. Zenei kk., Bukarest, 1978[3] (románul)
- Szép város Kolozsvár. Kriterion Könyvkiadó, Bukarest, 1980
- Elvis. Zenei kk., Bukarest, 1982[4] (oroszul)
- Povestea vieții lui George Enescu. Ion Creangă kk., Bukarest, 1982 (románul)
- A bécsi keringő meséje. Kriterion Könyvkiadó, Bukarest, 1983
- Întîlniri cu muzicien ai secolului XX. Zenei kk., Bukarest, 1984[5] (románul)
- Opereta și lunga ei poveste, Zenei kk., Bukarest, 1985 (románul)
- Cafeneaua cu poeți și amintiri. Dacia, Bukarest, 1989 (románul)
- Viața și cântecele lui Gica Petrescu (Că doar n-o să trăiesc cât e lumea...) . Viitorul românesc kk., Bukarest, 1993 (románul)